# Rupslijster
De rupslijster (Chlamydochaera jefferyi) is een zangvogel uit de familie Turdidae (lijsters).

## Verspreiding en leefgebied
Deze soort is endemisch op het noordelijk deel van het Indonesische eiland Borneo.